# Flachet - Alain Gilles (métro de Lyon)
Flachet - Alain Gilles est une station de métro française de la ligne A du métro de Lyon, située cours Émile-Zola au niveau du carrefour avec la rue Flachet, dans le quartier de Cusset à Villeurbanne.
Elle est mise en service en 1978, lors de l'ouverture à l'exploitation de la ligne A.

## Situation ferroviaire
La station Flachet - Alain Gilles est située sur la ligne A du métro de Lyon, entre les stations Gratte-Ciel et Cusset.

## Histoire
La station « Flachet », son nom d'origine, est mise en service le 2 mai 1978, lors de l'ouverture officielle de l'exploitation de la ligne A du métro de Lyon, de la station de Perrache à celle de Laurent Bonnevay - Astroballe.
Elle est construite, comme la ligne, dans un chantier à ciel ouvert cours Émile-Zola au niveau du carrefour avec la rue Flachet. Elle est édifiée suivant le plan général type de cette première ligne, deux voies encadrées par deux quais latéraux de 70 mètres de longueur et larges de 3 mètres chacun,. Il n'y a pas de personnel, des automates permettent l'achat et d'autres le compostage des billets.
En 2005, elle est équipée d'ascenseurs pour les personnes à mobilité réduite, et le 17 octobre 2006 des portillons d'accès sont installés dans les entrées.
Originellement dénommée « Flachet » en référence à la rue à proximité et qui tire son nom de Pierre Flachet, né le 28 juin 1833 à Caluire-et-Cuire et mort le 13 août 1893  à Villeurbanne et adjoint au maire de Villeurbanne et vice-président de la 22e société de secours mutuels, elle a été renommée à compter du 1er avril 2015 en « Flachet - Alain Gilles » afin de rendre hommage à Alain Gilles, joueur de basket-ball emblématique de l'ASVEL Lyon-Villeurbanne dans les années 1970 décédé l'année précédente. Ce choix s'explique par la proximité de la station avec la Maison des Sports, située à proximité de la station, où évoluait autrefois l'ASVEL avant la construction de l'Astroballe.

## Service des voyageurs

### Accueil

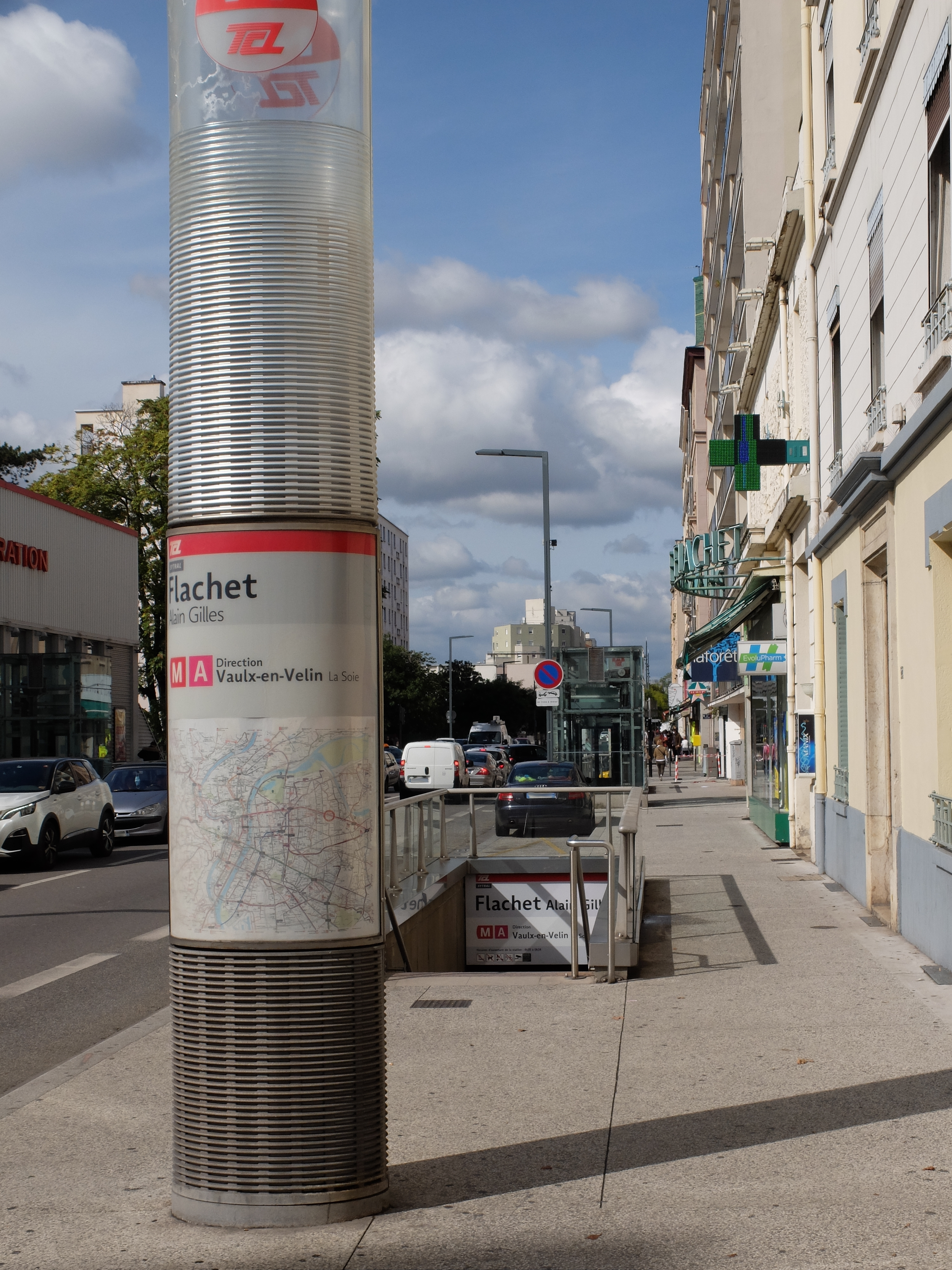
Une des entrée sur le Cours Émile-Zola

La station compte six accès, trois par sens de part et d'autre du cours Émile-Zola, au nord pour la direction de Vaulx-en-Velin - La Soie et au sud pour la direction Perrache. Elle dispose dans chacun des accès de distributeur automatique de titres de transport et de valideurs couplés avec les portillons d'accès.

### Desserte
Flachet - Alain Gilles est desservie par toutes les circulations de la ligne.

### Intermodalité
La station est desservie par le terminus de la ligne C23.
Un arrêt d'autobus du réseau des Transports en commun lyonnais (TCL) est situé sur le Cours Emile-Zola au droit de la station. Il est desservi par la ligne de  .
Outre les rues et places avoisinantes, elle permet de rejoindre à pied différents sites, notamment : la maison du livre, de l'image et du son, le centre culturel et de la vie associative, un des sites de l'Institut universitaire de technologie de Lyon I, la maison René Cassin, L'espace des droits de l’Homme et la maison des sports.